# Artère coronaire gauche

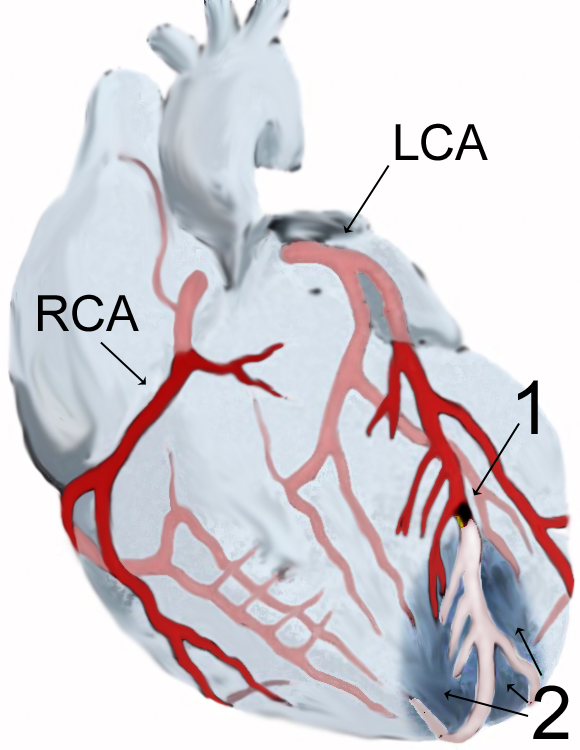
Schéma des artères coronaires (gauche = LCA).

Pour un article plus général, voir Artère coronaire.
L'artère coronaire gauche est une artère du cœur (artère coronaire). Elle est issue de l'aorte. Elle vascularise la plus grande partie de l'oreillette gauche et du ventricule gauche. En cas d'occlusion, un infarctus du myocarde peut survenir. Elle peut être explorée par une coronarographie.

## Trajet
L'artère coronaire gauche naît de la partie initiale de l'aorte, au niveau du sinus aortique gauche (l'un des sinus de Valsalva). Elle passe entre l'auricule gauche et l'artère pulmonaire avant d'atteindre le sillon interventriculaire. Elle se divise alors en deux branches, l'artère interventriculaire antérieure et l'artère circonflexe.
La partie initiale (avant sa bifurcation) est appelée « tronc commun ».

## Branches

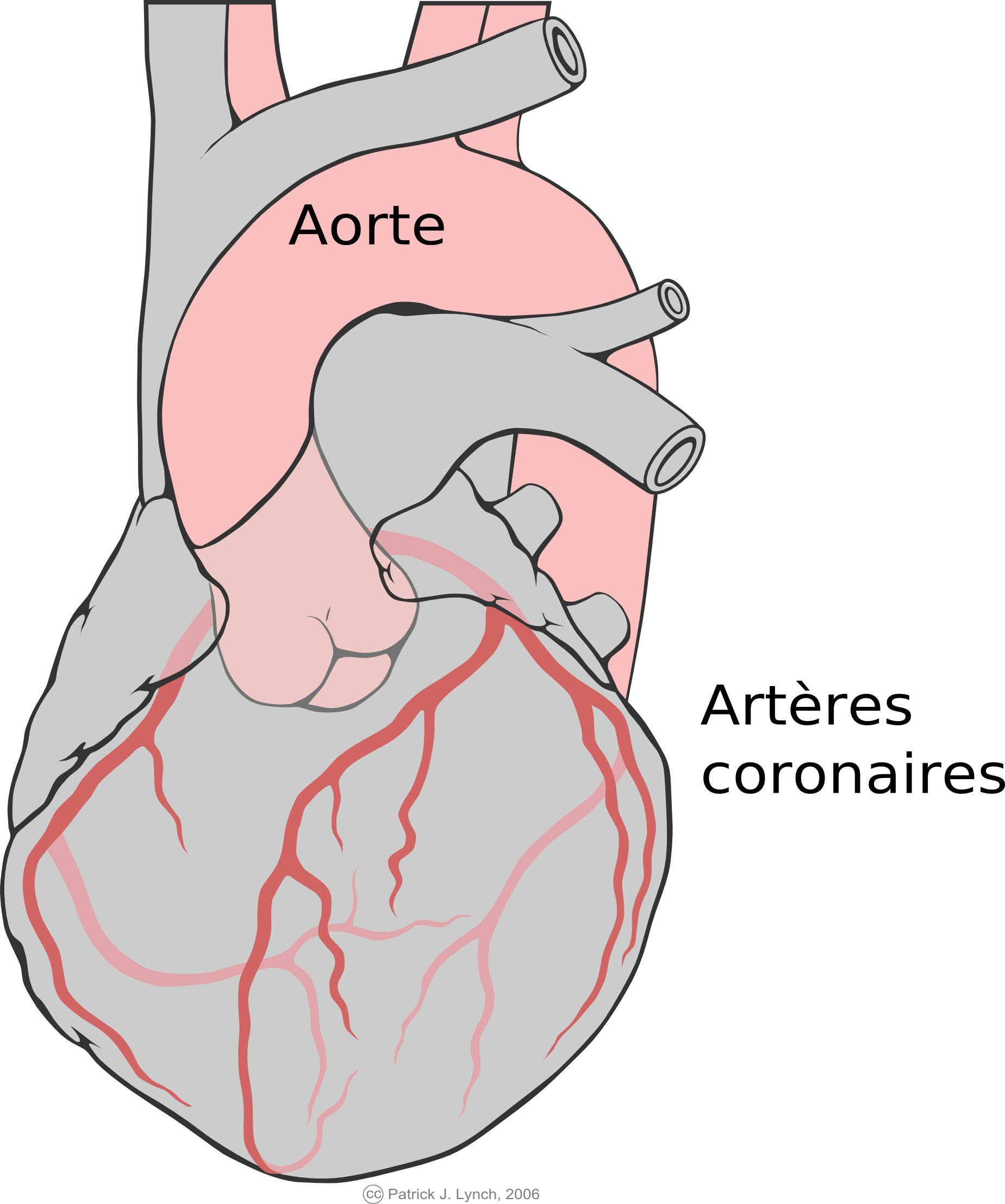
Schéma des artères coronaires.

### Artère interventriculaire antérieure
L'artère interventriculaire antérieure chemine vers l'avant dans le sillon interventriculaire antérieur pour rejoindre l'apex. Elle continue ensuite vers l'arrière dans le sillon interventriculaire postérieur qu'elle parcourt de moitié avant de rejoindre la branche interventriculaire postérieure de l'artère coronaire droite.
L'artère interventriculaire antérieure donne des branches septales,  ainsi que les artères diagonales. 

### Artère circonflexe
L'artère circonflexe chemine dans la partie postérieure du sillon atrioventriculaire, entre l'atrium gauche et le ventricule gauche. Elle se termine à proximité de la croix du cœur (intersection entre le sillon atrioventriculaire et la partie inférieure des sillons interatrial et interventriculaire) sans l'atteindre.
L'artère circonflexe donne l'artère marginale gauche, des branches ventriculaires antérieures et postérieures, des branches auriculaires antérieures, latérales et postérieures.

### Variation anatomique
Dans 15 à 30 % des individus, il existe une troisième branche : l'artère bissectrice (ou artère intermédiaire ou artère médiane) de l'artère coronaire gauche qui nait entre les deux branches précédentes.

## Territoire
L'artère coronaire gauche vascularise habituellement la plus grande partie du ventricule gauche, du septum interventriculaire et de l'oreillette gauche.

## En médecine

### Exploration
L'examen clé est la coronarographie permettant d'évaluer le degré de rétrécissement dû à une plaque d'athérome. Le scanner coronaire permet également de bien visualiser cette structure. 

### Sténose du tronc commun
Un rétrécissement significatif comporte un risque important de survenue d'accidents cardiaques pouvant être graves. La quantification de ce rétrécissement peut être visuelle, sur la coronarographie, mais peut être aidé par d'autres techniques en cas de doute : échographie endocoronaire (appelé IVUS, l'acronyme de sa dénomination anglophone) ou mesure de la réserve coronaire.
Le traitement reposait sur la réalisation de pontages coronariens, l'angioplastie coronaire étant alors considéré comme trop risqué. Avec les progrès de cette dernière technique, elle est souvent, maintenant proposée en première intention, surtout si le risque opératoire est jugé important.